# 시계자리 초은하단
시계자리 초은하단(영어: Horologium Supercluster) 또는 시계자리-그물자리 초은하단(영어: Horologium-Reticulum Supercluster)은 약 5억 5,000만 광년에 걸친 거대한 초은하단이다. 질량은 약 1017 태양 질량으로, 은하수가 있는 라니아케아 초은하단과 비슷하다. 중심 좌표는 적경 03h 19m, 적위 -50° 02′이며 각면적은 12° × 12°이다.
시계자리 초은하단의 가장 가까운 부분은 지구에서 7억 광년 떨어져 있는 반면, 가장 먼 부분은 12억 광년 거리에 있다. 시계자리와 에리다누스자리에서 볼 수 있다. 시계자리 초은하단에는 약 5,000개의 은하군(거대 은하 3만 개, 왜소은하 30만 개)이 있다. 아이벨 3266 은하단도 여기 속한다.

## 같이 보기
- 관측 가능한 우주
- 에이벨 은하단 목록